# 天鶴座σ
天鶴座σ，又名CD-4114959，HD 214085、SAO 231211、HR 8600，是天鶴座的一颗恒星，视星等为6.28，位于銀經358.33，銀緯-59.17，其B1900.0坐标为赤經22h 30m 38.9s，赤緯-41° -59.17′ 55″。